# Aliprando (nome)
Aliprando  è un nome proprio di persona italiano maschile.

## Varianti
- Maschili: Alibrando[2][3]
  - Alterati: Aliprandino, Alibrandino
  - Ipocoristici: Prando, Prandino, Brando, Brandino, Liprando, Librando
- Femminili: Alipranda[3], Alibranda[3]
  - Alterati: Aliprandina, Alibrandina
  - Ipocoristici: Pranda, Prandina, Branda, Brandina

## Origine e diffusione
Nome di scarsa diffusione, giuntoci attraverso il latino Aliprandus. L'etimologia è sicuramente germanica, ma dubbia, e l'unica cosa certa è che il secondo elemento che lo compone è brand ("spada" e anche "incendio", "fuoco"), comune anche ad altri nomi quali Aldobrando o Ildebrando. 
Secondo alcune fonti, il nome sarebbe di fatto una variante di Aldobrando, creata tramite un processo di assimilazione linguistica tipico della lingua parlata, in cui la consonante -d- viene assimilata alla -l- che la precede (la stessa cosa, ad esempio, accade anche nel nome Alighiero, tratto dall'originale Aldighiero). Potrebbe anche risalire al nome germanico Aliprand, attestato anche come Alebrand, Alibrannus e Alprand, che è composto da ali (dal significato incerto, forse "pellegrino", "viaggiatore") e da brand. 

## Onomastico
L'onomastico è festeggiato il 24 luglio in ricordo di sant'Aliprando, abate di San Pietro in Ciel d'Oro a Pavia.

## Persone
- Aliprando, vescovo italiano
- Aliprando di Asti, duca longobardo

### Varianti
- Alibrando, altro nome con cui è noto Ildebrando, vescovo italiano
- Liprando, prete italiano

## Il nome nelle arti
- Aliprando è un personaggio del poema di Torquato Tasso Gerusalemme liberata.